# Jarmark św. Dominika
Jarmark św. Dominika – impreza handlowo-kulturalna odbywająca się w różnych miejscach w Polsce, w miastach pracy duszpasterskiej Zakonu Kaznodziejskiego (Dominikanów) i związana najczęściej z obchodami świąt świętego Dominika (początek sierpnia) i świętego Jacka (17 sierpnia).

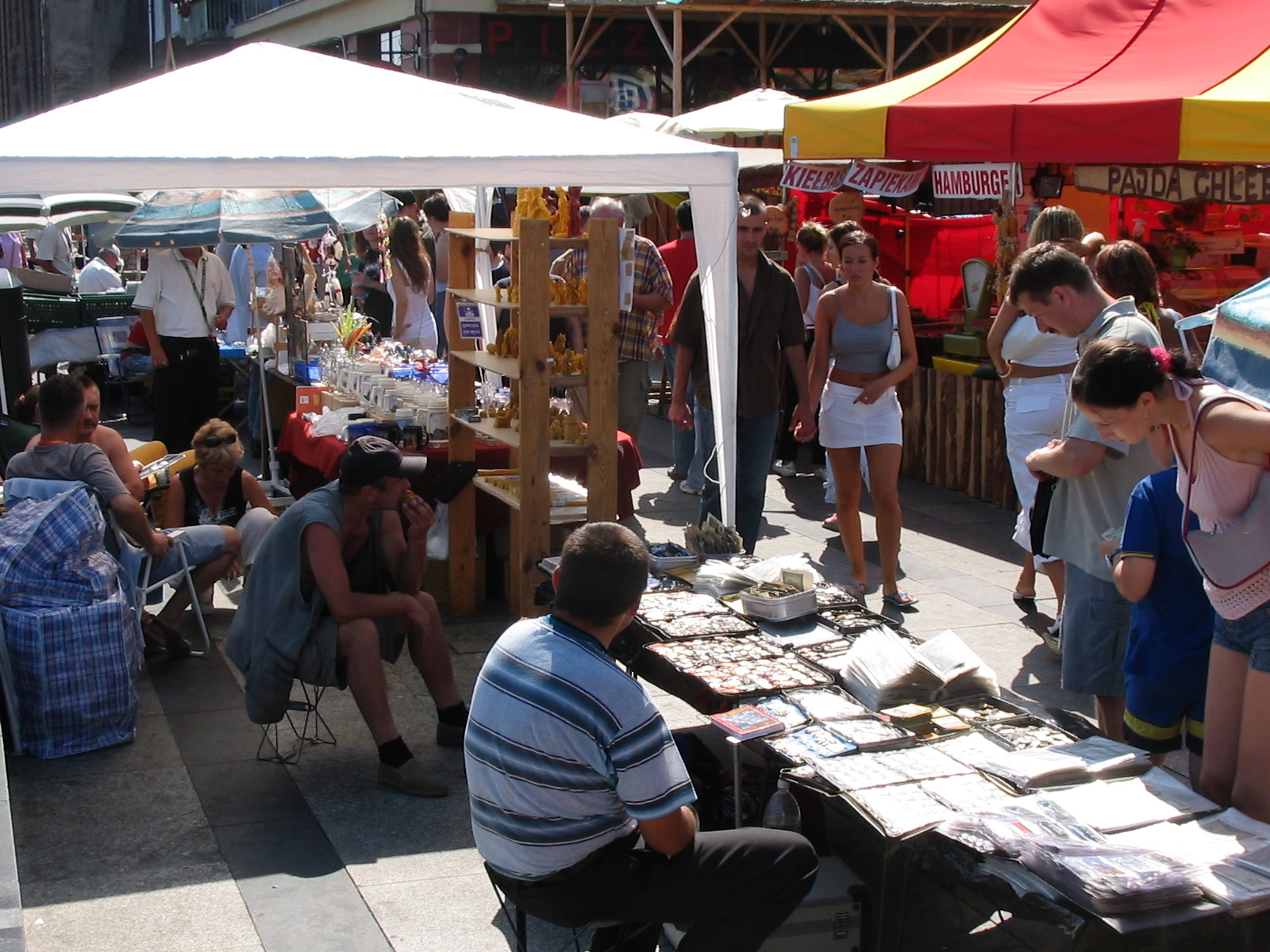
Gdański Jarmark św. Dominika, 2004

Początki jarmarków wiążą się ze średniowieczem i przywilejami papieskimi i biskupimi, na mocy których Zakon Kaznodziejski mógł organizować specjalne dni handlowe. Odrodzenie jarmarków nastąpiło w latach 90. XX w. z największym i najbardziej spektakularnym, trwającym 3 tygodnie w Gdańsku organizowanym przez podmiot wybierany przez komisję złożoną z urzędników miejskich oraz radnych Gdańska. Współcześnie prawie każdy z konwentów dominikańskich organizuje taką imprezę. Ogranicza się ona jednak zazwyczaj do kilkunastu kramów z pamiątkami, odbywających się w atmosferze rodzinnego festynu/pikniku. Inną formą współczesnego jarmarku dominikańskiego są akcje charytatywne organizowane przez duszpasterstwa młodzieży, akademickie i postakademickie powstałe przy klasztorach dominikańskich. Tradycję jarmarków zachowują także ośrodki podominikańskie, w których nie ma już dominikanów.

## Znane jarmarki
- Gdański Jarmark św. Dominika – największa tego typu impreza, lipiec/sierpień
- Sandomierski Jarmark św. Dominika – czerwiec, związany z rocznicą najazdu mongolskiego i męczeńskiej śmierci błogosławionego Sadoka i Dominikańskich Towarzyszy
- Tarnobrzeski Jarmark św. Dominika – sierpień, związany z patronalnym świętem dominikańskiej parafii Wniebowzięcia Matki Bożej
- Warszawski Nowomiejski Jarmark św. Dominika – sierpień, na ulicy Freta
- Jarmark św. Dominika na Służewie[1] – ostatnia niedziela maja, Warszawa Służew
- Krakowski Jarmark Dominikański – sierpień
- Krakowski Bożonarodzeniowy Jarmark Dominikański – grudzień, charytatywny
- Wrocławski Jarmark św. Dominika – Niedziela Palmowa
- Jarmark Dominikański w Choroszczy – sierpień